# Lamazière-Haute
Lamazière-Haute è un comune francese di 74 abitanti situato nel dipartimento della Corrèze nella regione della Nuova Aquitania.

## Società

### Evoluzione demografica
Abitanti censiti